# Thandiwe Newton

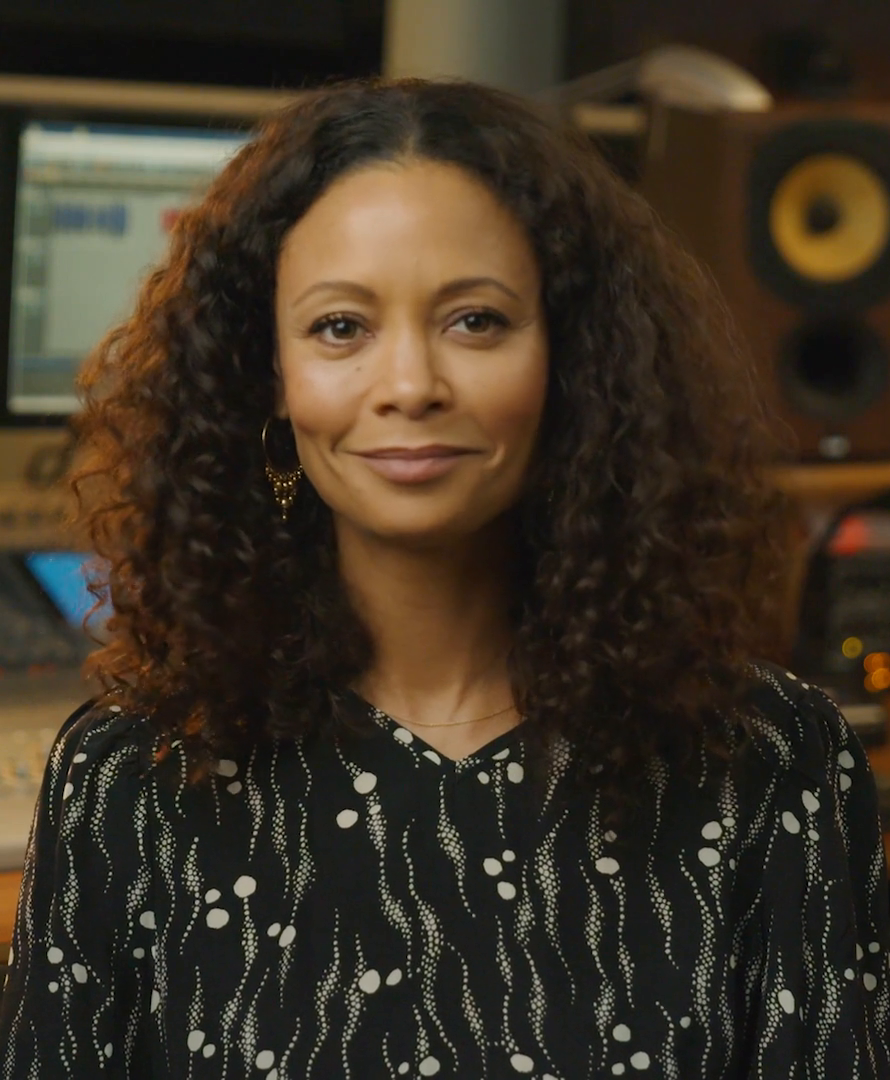
Thandiwe Newton (2021)

Melanie Thandiwe Newton OBE (* 6. November 1972 in London), von 1991 bis 2021 bekannt als Thandie Newton, ist eine britische Schauspielerin.

## Leben und Karriere

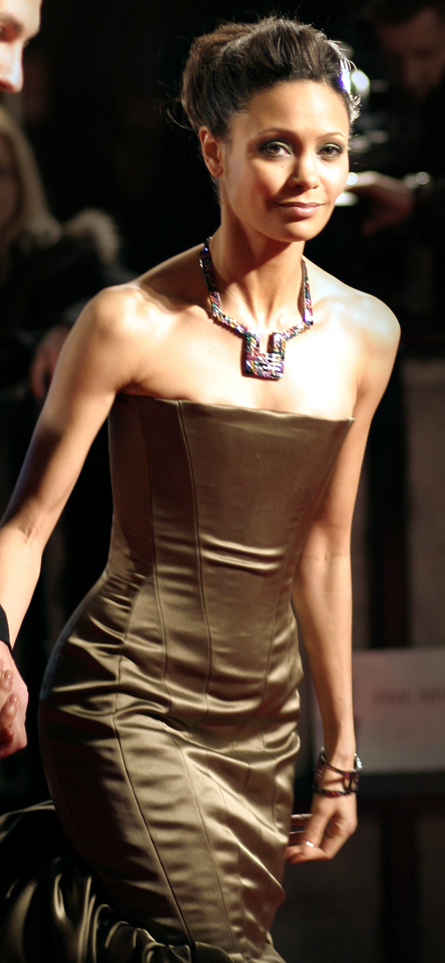
Newton bei den British Academy Film Awards 2007

Newton wurde als Kind einer simbabwischen Mutter und eines britischen Vaters geboren. Wegen politischer Unruhen wanderte ihre Familie mit ihr aus dem afrikanischen Land aus und zog ins englische Cornwall.
Später besuchte Newton die London’s Art Education School und wollte professionelle Tänzerin werden. Doch eine Rückenverletzung hinderte sie daran. Sie orientierte sich um und machte eine Schauspielausbildung, während der sie den Regisseur John Duigan kennenlernte und 1991 in dessen Film Flirting – Spiel mit der Liebe zu sehen war.
Newton zog für kurze Zeit nach Los Angeles, kehrte aber nach Cambridge zurück und machte einen Universitätsabschluss in Anthropologie. In den 1990er Jahren spielte sie einige kleinere Filmrollen. 1998 konnte sie in dem Film Menschenkind den Durchbruch in Hollywood schaffen.
Im Jahr 2000 war Newton als weiblicher Gegenpart zu Tom Cruise in der Hollywood-Produktion Mission: Impossible 2 besetzt. Sie sollte auch eine der drei Titelfiguren aus 3 Engel für Charlie spielen, verlor ihre Rolle aber an Lucy Liu, weil sich die Dreharbeiten zu Mission: Impossible 2 verlängerten. Neben weiteren Kinofilmen wie zum Beispiel Riddick: Chroniken eines Kriegers (2004) war sie in der Folgezeit auch in der erfolgreichen Fernsehserie Emergency Room zu sehen. In dem Episodendrama L.A. Crash (2004) spielte sie die Rolle der Christine, die von einem Polizisten sexuell belästigt und später von demselben Mann aus einem brennenden Autowrack gerettet wird. Für ihre darstellerische Leistung in L.A. Crash erhielt sie 2006 den British Academy Film Award in der Kategorie „Beste Nebendarstellerin“, den Empire Award in der Kategorie „Beste Darstellerin“, den London Critics’ Circle Film Award in der Kategorie „Beste britische Nebendarstellerin“, den Black Reel Award in der Kategorie „Bestes Schauspielensemble“, den Screen Actors Guild Award ebenfalls in der Kategorie „Bestes Schauspielensemble“ und wurde für vier weitere Auszeichnungen nominiert.
Seit 2016 ist sie in der Rolle des Prostituierten-Androiden Maeve Millay in der HBO-Serie Westworld zu sehen. Ihre Darstellung brachte ihr 2017 eine Emmy-Nominierung als „Beste Nebendarstellerin in einer Dramaserie“ ein. Ein Jahr darauf gewann sie die Auszeichnung in derselben Kategorie für ihre Darstellung in der zweiten Staffel.
Newton ist zwar seit 1998 mit dem Drehbuchautor Ol Parker verheiratet, sie leben seit 2022 jedoch getrennt. Zusammen haben sie zwei Töchter (* 2000, * 2004) und einen Sohn (* 2014). Ihre Tochter Nico Parker arbeitet ebenfalls als Schauspielerin.

## Sonstiges
Newton trat seit 1991 professionell unter dem Namen „Thandie“ auf, nachdem das „w“ in den Credits ihrer ersten Rolle gefehlt hatte. 2021 kündigte sie an, zukünftig unter ihrem richtigen Namen Thandiwe Newton aufzutreten.

## Filmografie (Auswahl)
- 1991: Flirting – Spiel mit der Liebe (Flirting)
- 1991: Pirate Prince (Fernsehfilm)
- 1993: Young Americans (The Young Americans)
- 1994: Loaded
- 1994: Interview mit einem Vampir (Interview with the Vampire: The Vampire Chronicles)
- 1995: Jefferson in Paris
- 1995: Weg der Träume (The Journey of August King)
- 1996: Die Stunde des Verführers (Leading Man)
- 1997: Gridlock’d – Voll drauf! (Gridlock’d)
- 1997: In Your Dreams (Fernsehfilm)
- 1998: Shandurai und der Klavierspieler (Besieged)
- 1998: Menschenkind (Beloved)
- 2000: Mission: Impossible II
- 2000: It Was an Accident
- 2002: The Truth About Charlie
- 2003: Shade
- 2003–2009: Emergency Room – Die Notaufnahme (ER, Fernsehserie, 14 Folgen)
- 2004: Riddick: Chroniken eines Kriegers (The Chronicles of Riddick)
- 2005: L.A. Crash (Crash)
- 2006: Das Streben nach Glück (The Pursuit of Happyness)
- 2007: Norbit
- 2007: Run, Fatboy, Run
- 2008: Rock N Rolla (RocknRolla)
- 2008: W. – Ein missverstandenes Leben (W.)
- 2008: New York für Anfänger (How to Lose Friends & Alienate People)
- 2009: 2012
- 2010: For Colored Girls – Die Tränen des Regenbogens (For Colored Girls)
- 2010: Die Herrschaft der Schatten (Vanishing on 7th Street)
- 2011: Retreat
- 2012: Good Deeds
- 2013–2015: Rogue (Fernsehserie, 24 Episoden)
- 2016–2022: Westworld (Fernsehserie)
- 2017: Line of Duty (Fernsehserie, sechs Episoden)
- 2018: Solo: A Star Wars Story
- 2018: Gringo
- 2018: The Death and Life of John F. Donovan
- 2019: Big Mouth (Fernsehserie, zwei Episoden, Stimme)
- 2021: Reminiscence – Die Erinnerung stirbt nie (Reminiscence)
- 2022: God’s Country
- 2022: Der Anruf (All The Old Knives)
- 2023: Chicken Run: Operation Nugget (Chicken Run: Dawn of the Nugget)
- 2024: Mufasa: Der König der Löwen (Mufasa: The Lion King, Stimme)
- 2025: Wednesday (Fernsehserie, 3 Episoden)

## Auszeichnungen und Nominierungen
Emmy
- 2017: Nominierung als beste Nebendarstellerin in einer Dramaserie für Westworld
- 2018: Auszeichnung als beste Nebendarstellerin in einer Dramaserie für Westworld

Golden Globe Award
- 2017: Nominierung als beste Nebendarstellerin – Serie, Mini-Serie oder TV-Film für Westworld
- 2019: Nominierung als „Beste Nebendarstellerin – Serie, Mini-Serie oder TV-Film“ für Westworld

Screen Actors Guild Award
- 2006: Bestes Schauspielensemble für L.A. Crash
- 2017: Nominierung als bestes Schauspielensemble in einer Dramaserie für Westworld
- 2017: Nominierung als beste Darstellerin in einer Dramaserie für Westworld

Critics’ Choice Television Award
- Dez. 2016: Beste Nebendarstellerin in einer Dramaserie für Westworld

Saturn Award
- 2017: Nominierung als beste TV-Nebendarstellerin für Westworld

British Academy Film Award
- 2006: Beste Nebendarstellerin für L.A. Crash

British Academy Television Award
- 2018: Nominierung als beste Hauptdarstellerin in einer Fernsehserie für Line of Duty

Goldene Himbeere
- 2001: Nominierung als schlechteste Nebendarstellerin für Mission: Impossible II